# Forest City, Florida
Forest City är en ort (CDP) i Seminole County, i delstaten Florida, USA. Enligt United States Census Bureau har orten en folkmängd på 13 854 invånare (2010) och en landarea på 11 km².